# Дипломатичний багаж (фільм)
«Дипломатичний багаж» (фр. La Valise) — пригодницька кінокомедія французького режисера Жоржа Лотнера, знята у 1973 році.

## Сюжет
Двоє агентів спецслужб постійно потрапляють в забавні ситуації на Близькому Сході. Один з них, майор Блох (Жан-П'єр Мар'єль), ізраїльський резидент, засвітився та сховався у французькому посольстві. За допомогою його французького колеги капітана Ож'є (Мішель Костянтин) його вирішують таємно переправити до Парижа. Для цього невдаху засовують в здорову валізу і під виглядом дипломатичного багажу мають намір перевести літаком до Європи. Проте, в аеропорту трапляється страйк і план з кожною зайвою годиною катастрофічно рушиться.
Причиною ж провалу майора Блоха є жінка — француженка і танцівниця Франсуаз (Мірей Дарк). Згораючи від пристрасті він просить свого колегу побути поруч із спокусливою красунею і розповідати йому про її заняттях, благо що вони були змушені тимчасово оселитися якраз там, де майор побачив її вперше. Все могло б і не закрутитися в таку захоплюючий вир, якби капітан Ож'є не закохався у Франсуаз з першого ж погляду під час виконання прохання колеги.

## У ролях
| Актор            | Роль                 |
| ---------------- | -------------------- |
| Жан-П'єр Мар'єль | майор Блох           |
| Мішель Костянтин | капітан Ож'є         |
| Мірей Дарк       | Франсуаз             |
| Жан Лефевр       | Портер               |
| Мішель Галабрю   | Бейбі                |
| Робер Дальбан    | Мерсьє               |
| Аміду            | лейтенант Абдул Фуад |
| Рауль Сен-Ів     | посол                |